# استیو لویس
استیو لویس (به انگلیسی: Steve Lewis) ورزشکار مرد رشتهٔ دو و میدانی اهل ایالات متحده آمریکا است. وی در بین سال‌های ‎۱۹۸۸ تا ۱۹۹۲ میلادی در مسابقات بازی‌های المپیک تابستانی در مجموع ۴ مدال، شامل ۳ مدال طلا و ۱ نقره را کسب کرد.